# Luciano Caruso
Luciano Caruso (Foglianise, 18 marzo 1944 – Firenze, 16 dicembre 2002) è stato un poeta, artista e giornalista italiano.

## Biografia
Nacque in Italia nel 1944 a Foglianise, in provincia di Benevento; ma crebbe e visse a Napoli, dove si laureò in Estetica Medievale con una tesi sui Carmina Figurata. Da questi studi uscì un articolo nella riviste d'avanguardia Linea-Sud e Uomini e Idee, e una pubblicazione curata assieme a Giovanni Polara per Lerici editore. Nel 1976 si trasferì a Firenze.
Notevole anche la sua attività nel campo della critica letteraria: assieme a Stelio Maria Martini contribuì alla rivalutazione critica del Futurismo.
Durante la sua vita a Napoli fu l'editore di molte riviste d'avanguardia tra cui “Continuum” o “Le Porte di Sibari” e redattore di “Linea-Sud”, “Continuum”, “Continuazione/AZ”, “EX”, “Ana etcetera”, “Uomini e idee”, “E/mana/azione” e “Silence’s Wake”. Ha diretto e curato anche molte edizioni e collane tra cui “Futuristi – Fonti delle Avanguardie del ‘900" (Spes, Firenze), Manifesti Futuristi 1909 - 1944. Proclami, interventi e documenti teorici del Manifesti Futurismo (Spes, Firenze) e assieme alla moglie Sonia Puccetti “Le brache di Gutemberg: cronaca e storia” (Belforte, Livorno).
Durante la sua vita Caruso ha tenuto circa 60 mostre personali e ha partecipato a numerose mostre dedicate alla "Poesia Visuale", "Poesia visiva", "Nuova scrittura" e ai "Libri d'artista" in Italia e all'estero. Molte delle sue opere artistiche come "La via della seta" e "Atlanta" sono dedicate al tema della "vita artistica come un lungo viaggio". Caruso fu tra i curatori della mostra 'Alfabeto in sogno' avvenuta a Reggio Emilia nel 2002 e, a novembre di quell'anno, presentò i suoi ultimi pezzi a Napoli.

### Influenze
Come giovane studente di filosofia Luciano Caruso fu influenzato dallo stile di Benedetto Croce e Antonio Gramsci. A Napoli ebbe modo di frequentare: Nino Cortese, Vincenzo Cilento, Giuseppe Galasso, Francesco Compagna, Salvatore Battaglia e lo studioso latino Francesco Arnaldi. Ha frequentato anche lo storico dell'arte Raffaello Causa e lo scrittore Luigi Incoronato. Mantenne una visione popolare della realtà in cui visse, che lo portò a stretto contatto con le condizioni di vita nelle zone più povere di Napoli. Questa lealtà alle sue origini portò alla sua attenzione la natura problematica parallela all'arte e alla poesia contemporanea. Trascorse molto tempo a Napoli con i pittori del Gruppo 58. Questi artisti includevano Enrico Bugli, Bruno Di Bello, Lucio Del Pezzo, Mario Persico, Salvatore Paladino, Guido Biasi, ecc... Tra questi artisti Caruso fu il più vicino a Mario Colucci che, avendo aderito al movimento "Pittura Nucleare", portò Caruso in contatto con l'ambiente milanese e parigino. Caruso fu anche influenzato dall'esperienza francese degli anni '60. Ciò è evidente nel suo uso della procedura analogica di discendenza surrealista e nella sua sperimentazione con la possibilità della "lettera liberata dalla parola nell'espressione dell'artista". Si incontrò regolarmente con il poeta Stelio Maria Martini con il quale fondò insieme , nel 1967, il gruppo Continuum. Caruso si recava spesso a Roma per vedere Emilio Villa e Mario Diacono.
Caruso si interessò all'arte visiva medievale e studiò pittori come Alberto Burri. Questa ricerca lo ha portato all'uso artistico della scrittura manuale o stampata. Caruso creò opere usando carta non trattata o strappata o con macchie o con cancellature. Parte delle sue opere sono state assemblare con oggetti riciclati di tutti i giorni o particolari come corteccia, corda, fogli di carta. Le sue prime opere calligrafiche risalgono al 1963-64. Dopo l'antologia Il gesto poetico della poesia d'avanguardia (Napoli, 1968), Caruso produsse una notevole quantità di saggi, scritti, revisioni e annotazioni . Luciano Caruso fu al tempo stesso praticante e allievo del Futurismo, contribuendo alla ristampa di vari testi futuristi a partire dal 1974. Tra il 1976 e il 1994 collaborò con il compositore britannico Fluxus Dick Higgins.

### Morte
Il 16 dicembre 2002 Luciano Caruso muore a Firenze.

## Opere
- Atlas. Herbiers et rituels I 1967, Visual art center, 1964.
- Con autori vari, Continuum. N. 0. "Non è facile", Rivista a redazione collettiva formato foglio, 1968.
- Il gesto poetico. Antologia della nuova poesia d'avanguardia, Enzo Portolano, 1968.
- L. Caruso, Il gesto poetico. Antologia della nuova poesia d'avanguardia, a cura di Piancastelli Corrado, Uomini e Idee, 1968.
- Di Bugli o dello "sbaglio programmato", Continuume, 1970,  p. 40.
- De Mona/Doxo - Loghia, La Nuova Foglio, 1971.
- La nonna nuda, Colonnese, 1972.
- Atlas. Herbiers et rituels, Visual Art Center, 1974,  p. 48.
- Lettere di Torquato Tasso da Sant'Anna, Visual Art Center, 1975,  p. 59.
- Detournement (e 10 sonetti di S.M. Martini), Visual Art Center, 1975,  p. 24.
- Tavole parolibere futuriste. Antologia (1912-1944), Liguori Editore, 1975.
- Poesie, libri IV, Visual Art Center, 1975,  p. 48.
- Scrittura visuale e poesia sonora futurista mostra bibliografica, Florence, 1977.
- Futurismo a Napoli. 1933 - 1935. Documenti inediti, Colonnese, 1977,  p. 114.
- Tavole parolibere e tipografia futurista: Ca' Corner della Regina, 15 ottobre-20 novembre 1977, Archivio storico delle arti contemporanee, 1977.
- Chronica de Parthenope (1965-1967), 1977,  p. 46.
- Roberto Roversi, La Nuova Italia, 1978.
- Formato lib(&)ro, Mostra del libro/ojetto in Italia, Fortezza da Basso, 1978.
- Scrittura assente, Edizioni Elle Ci, 1979.
- Francesco Cangiullo e il futurismo a Napoli, Salimbeni, 1979.
- Il colpo di glottide: la poesia come fisicita e materia, Vallecchi, 1980.
- Istruzioni per l'uso (in ordine alfabetico). Omaggio a Satie. Concerto per carta, Belforte, 1981.
- Salvatore Mazza. Introduzione critica di Andrea B. Del Guercio. Palazzo Ex Stanze - Teatro Guglielmi - Massa, Comune di Massa - Assessorato alla Cultura, 1981.
- L'amour de l'amour, ou l'amour de la philo/sophie, Belforte Editore Libraio, 1982.
- Luciano Caruso. Libri editi e inediti, 1983.
- Lettera alla figlia dell'editore., 1983.
- Continuum. Contributi per una storia dei gruppi culturali in Italia 1966-1970, 1983.
- Cangiulliana - Il sifone d oro e altri scritti, Morra editore, 1984,  p. 96.
- Del Poetar Citando, Belforte Editore Libraio, 1984.
- La Geometria dei sentimenti ovvero scene fantastiche dalla vita di Francesco Corbetta, Belforte, 1986.
- Liber monstrorum. Bestiario per la fine del millennio, Belforto Editore Libraio, 1987.
- Per servire all'historia ed altre poesie 1982-1986, 1988,  p. 48.
- Dal Liber de broliis, Parabita, 1988,  p. 16.
- Taccuino di Viaggio (glosse, note, appunti sul futurismo italiano), S.P.E.S Studio per Edizioni Scelte, 1990.
- Liber authore dicatus, Belforte, 1991.
- Seconda lettera alla figlia dell'editore. Che va sposa. Con uno scritto introduttivo di S. M. Martini e un'appendice, Belforti Editore Libraio, 1990.
- Lettera alla terza figlia dell'editore. e altri scritti, Belforte Editore Libraio, 1992.
- Omaggio a Burri, Aglaia, 1992.
- L. Caruso, Romanzi. Carte parlanti, a cura di E. Bambi e F. S. Dodaro, Conte, 1992, ISBN 978-88-85979-43-7.
- Lettera a G. B. Vico. Con un calligramma, Edizioni del Pulcinoelefante, 1993.
- Luciano Caruso. Opere 1963-1995. Alchimia Della Scrittura, Belforte, 1995,  p. 135.
- Untitled "object-leaf" from Geiger 10 per Adriano Spatola, Torino: Maurizio Spatola, 1996.
- V. Cappelli e L. Caruso, Calabria futurista 1909-1943. Documenti, immagini, opere, Rubbettino, 1997,  p. 114, ISBN 978-88-7284-553-0.
- Anabasi senza nome. Poesia visuale e libro d'artista in Italia, International AM, 1997,  p. 84, ISBN 978-88-903105-8-4.
- Noirnul per Burri - per Villa. Libro - opera 1969, Belforte, 1997.
- Personae: 1967 - 2000, 2002.
- Armando Brissoni, Luciano Caruso e Angelina Melia, Sensi contemparanei in Calabria. Il dipingere per «figure». Espressione vitale di Elio Furina., International AM, 2005,  p. 80, ISBN 978-88-95773-10-0.

### Curatore
- assieme a Giovanni Polara di Juvenilia loeti. Raccolta di poeti latini, Lerici, 1969.
- Continuazione A-Z Interventi e azioni off 1970-72, Continuum, 1973.
- Continuazione A-Z. Interventi e azioni off 1971-72, Continuum, 1973.
- Il corpo come citazione. A cura di Luciano Caruso, Visual Art Center, 1975,  p. 56.
- Poesia Visiva in Italia - 1962 - 1974, Studio d'Arte il Meridione, 1974.
- Futurismo a Napoli. 1933-1935. Documenti inediti, Colonnese, 1977,  p. 112.
- Parole in libertà futuriste, Comune di Pistoia, 1977,  p. 62.
- Sperimentazione linguistic e poesia a Napoli 1960/1880, Velardi, 1979,  p. 64.
- Il teatro futurista a sorpresa (Documenti), Salimbeni, 1979,  p. 300.
- Parole in libertà futuriste, L'Indiano, 1977,  p. 300.
- Far libro Libri e pagine d'artista in Italia, Centro Di, 1989,  p. 174.
- Poesia (1920). Vol.I, Studio per Edizioni Scelte, 1991.
- Cartoline d'artista, Belforte, 1991.
- Cartoline d'artista n. 1, Belforte, 1991.
- Cartoline d'artista n. 2, Belforte, 1991.
- Cartoline d'artista n. 3, Belforte, 1991.
- Cartoline d'artista n. 4, Belforte, 1991.
- Cartoline d'artista n. 5, Belforte, 1991.
- Cartoline d'artista n. 6, Belforte, 1991.
- Cartoline d'artista n. 7, Belforte, 1991.
- Cartoline d'artista n. 8, Belforte, 1991.
- Cartoline d'artista n. 9, Belforte, 1991.
- Cartoline d'artista n. 10, Belforte, 1991.
- assieme a Giovanni Polara di Juvenilia loeti. Raccolta di poeti latini, Livorno, Belforte editore, 1993.
- Le porte di Sibari. Scrittura--Materia. Materia--Scrittura, Belforte Editore Libraio, 1994,  p. 49.
- Alchimia Della Scrittura Luciano Caruso Opere 1963-1995, Belforte Editore, 1995.
- Immagini fornite dal venditore Calabria futurista / documenti, immagini, opere, Rubbettino, 1997.

### Fonti
- Alberto Asor Rosa, Dizionario della letteratura italiana del Novecento, Torino, Einaudi, September 1992,  p. 127, ISBN 88-06-12673-3.
- Carla Barbieri e Chiara Panizzi, In forma di libro: I libri di Luciano Caruso, 1ª ed., Modena - Reggio Emilia, December 2003,  p. 103.
- Luciano Caruso, Anabasi Senza Nome: Poesia visuale e libro d'artista in Italia, Reggio Calabria, International AM Edizioni, February 1997.
- Luciano Caruso, "Calligrammi e Altri calligrammi", 1ª ed., Florence, Belforte Editore Libraio Edizioni il Ponte, May 1990,  p. 40.
- Luciano Caruso, "Liber Authore Dicatus", 1ª ed., Florence, Belforte Editore Libraio, April 1991,  p. 81.
- Various Contributors, Uomini e Idee n. 23/25 (nuova serie), NAPLES, Via Poggio de' Mari, 16, Enzo Portolano Editore, September 1970,  pp. 148-149.
- Various Contributors, Uomini e Idee n. 15/17 (nuova serie), NAPLES, Via Poggio de' Mari, 16, Enzo Portolano Editore, October 1968.
- Felice Piemontese, Autodizionario degli scrittori italiani, 01/90, Milan, Leonardo, September 1990,  pp. 93-94, ISBN 88-355-0077-X.
- Stelio Maria Martini, Del Poetar Citando (Luciano Caruso 1962-1983), 1ª ed., Belforte Editore Libraio, March 1984.
- Giorgio Moio e Pasquale Della Ragione, Risvolti: rassegna aperiodica di linguaggi in movimiento. N. 20 - Anno XVII - Nuova Serie, Giugliano in Campania-Licola (NA), Edizioni Riccardi, March 2014,  p. 28.
- Parola Immagine Per l'Aggiornamento di un Museo, Viale Milano 21, Civica Galleria d'Arte Moderna, September 1991.
- Angela Tecce, Emilio Villa, Mirella Bandini e Giorgio Zanchetti, Alchimia della Scrittura - Luciano Caruso, Opere 1963 - 1995, Livorno, Belforte Editore Libraio, May 1995.
- Claudio Parmiggiani, Alfabeto in sogno, Foro Buonaparte 52, Milano, Mazzotta, 2002,  pp. 299-342, ISBN 88-202-1532-2.
- Adriano Spatola e Paul Vangelisti, Invisible City 2: Italian Poetry, 1960-1980: from Neo to Post Avant-garde, San Francisco & Los Angeles, Red Hill Press, 1982, ISBN 0-88031-060-X.
- Paul Vangelisti, Pasquale Verdicchio e Rostagno Ippolita, Invisible City 6 - Forest Beyond Nature: Verse & visuals by Emilio Villa, Giulia Niccolai and Luciano Caruso, San Francisco & Los Angeles, 1989, ISBN 0-88031-067-7.